# Sunnansjö herrgård

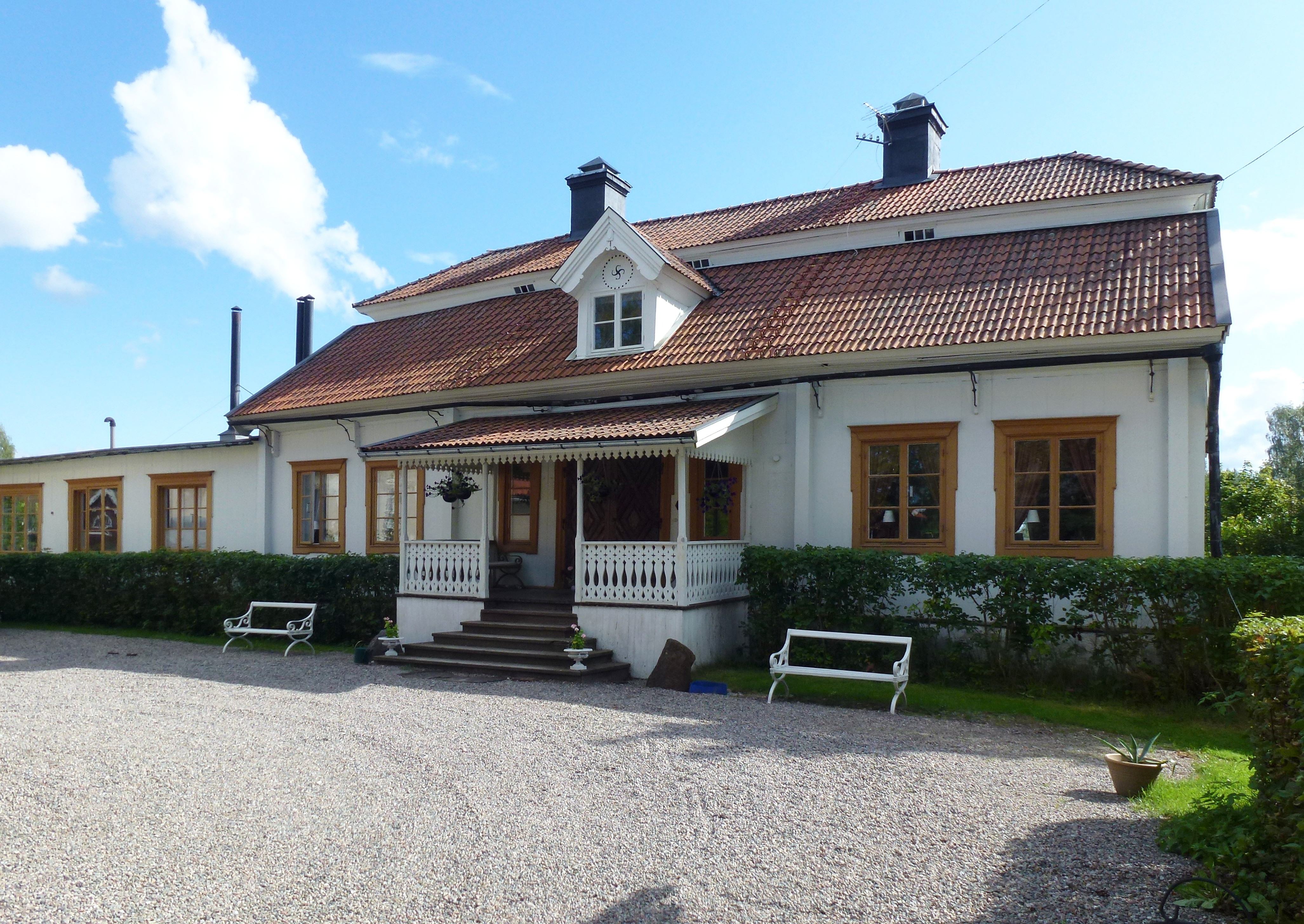
Sunnansjö herrgård huvudbyggnad, 2014.

Sunnansjö herrgård ligger i tätorten Sunnansjö i Ludvika kommun. Gården uppfördes någon gång mellan 1760 och 1785, sannolikt som inspektorsbostad och är tillsammans med ett 14-tal bevarade gårdsbyggnader sedan 1995 ett byggnadsminne.

## Historik

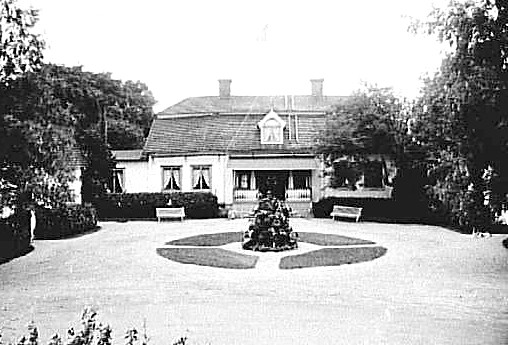
Sunnansjö herrgård 1895.

Byggnaden ligger intill ett hyttområde med lämningar från en hytta och en hammarsmedja (se Sunnansjö hytta). Området hette tidigare Hyttbacken. Sunnansjö herrgård uppfördes som en liten bruksherrgård på 1700-talets andra hälft. När exakt gården byggdes är oklart. På en karta från 1759 finns inte herrgården markerad. Däremot är den inritad på storskifteskartan från 1797. I husförhörslängderna för åren 1785-1794 har gårdsnamnet ändrats, från Hyttbacken till Sunnansjö herrgård. Det bör tolkas som att det då fanns en huvudbyggnad med flyglar på platsen.

## Byggnader
Huvudbyggnaden är byggd i karolinsk stil och består av en bostadsvåning med källare och vindsvåning. Huset är uppfört av timmer på en grund av putsad gråsten. Fasaderna är klädda med slät vitmålad panel, dörrar och foder är brunmålade. Taket är ett säteritak som idag är täckt av tvåkupigt rött lertegel. Mellan åren 1842 och 1862 försågs huvudbyggnaden med en tillbyggnad mot den östra gaveln. Framför huvudentrén finns en veranda med utsmyckningar av lövsågeri, som tillkommit mellan 1862 och 1882. 
Huvudbyggnaden flankeras av två fristående flygelbyggnader som byggdes i slaggsten sannolikt omkring år 1785. I östra flygeln fanns bland annat brygg- respektive bagarstuga och i västra flygeln inrymdes bland annat brukskontoret samt ett kök.
Norr om huvudbyggnaden återfinns ekonomibyggnaden från 1700-talets slut eller 1800-talets början. Byggnaden är uppförd i liggtimmer och stående bräder samt målad i falu rödfärg. Intill ekonomibyggnader står ett spannmålsmagasin från 1800-talets mitt, även det uppförd av timmer och bräder och målad i falu rödfärg. Bland övriga byggnader som samtliga är skyddade som byggnadsminne, märks en materialbod, dagkarlsbostäder, badhus, stall, våghus och arrendatorbostad.

### Flyglarna

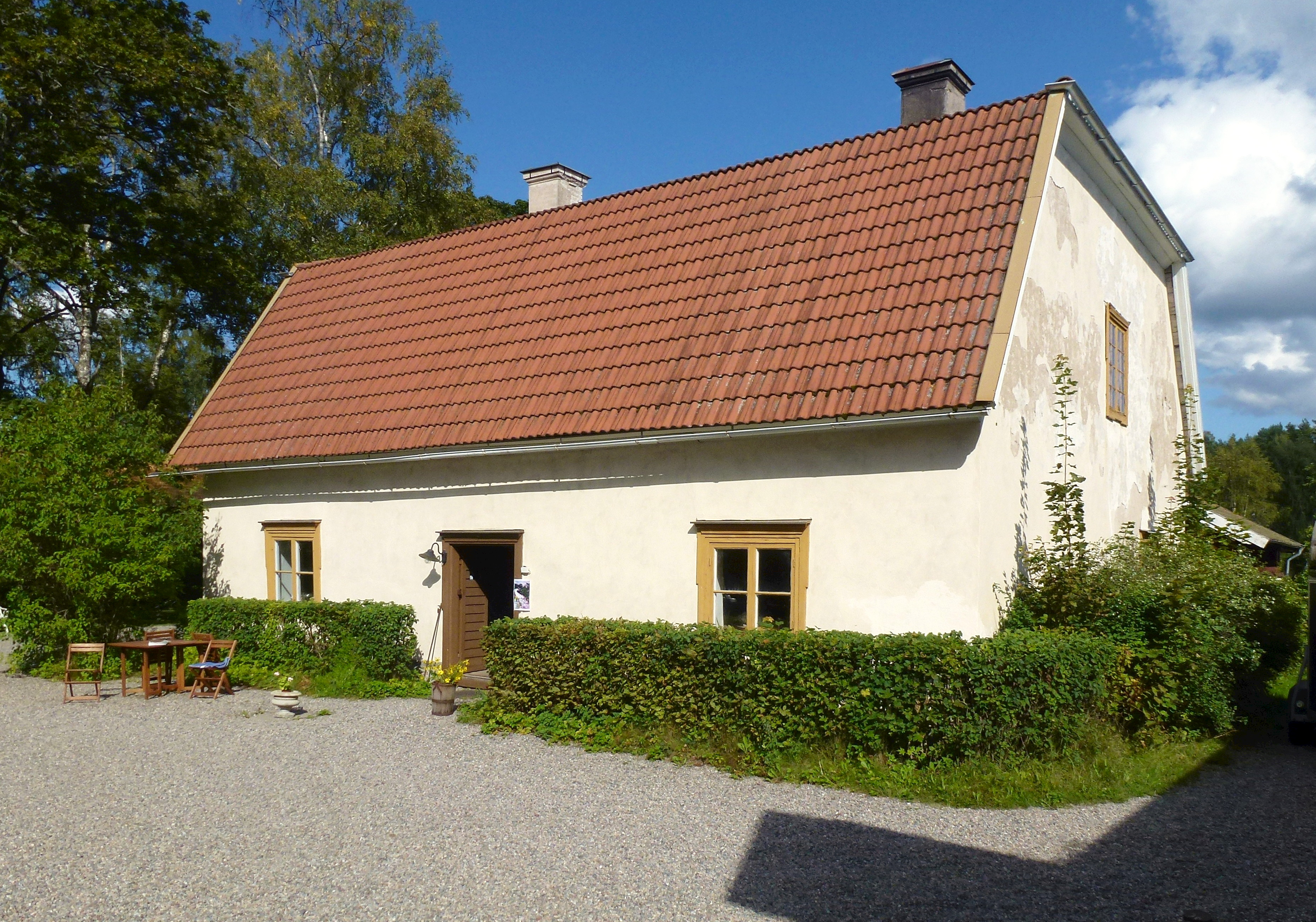
Östra flygel
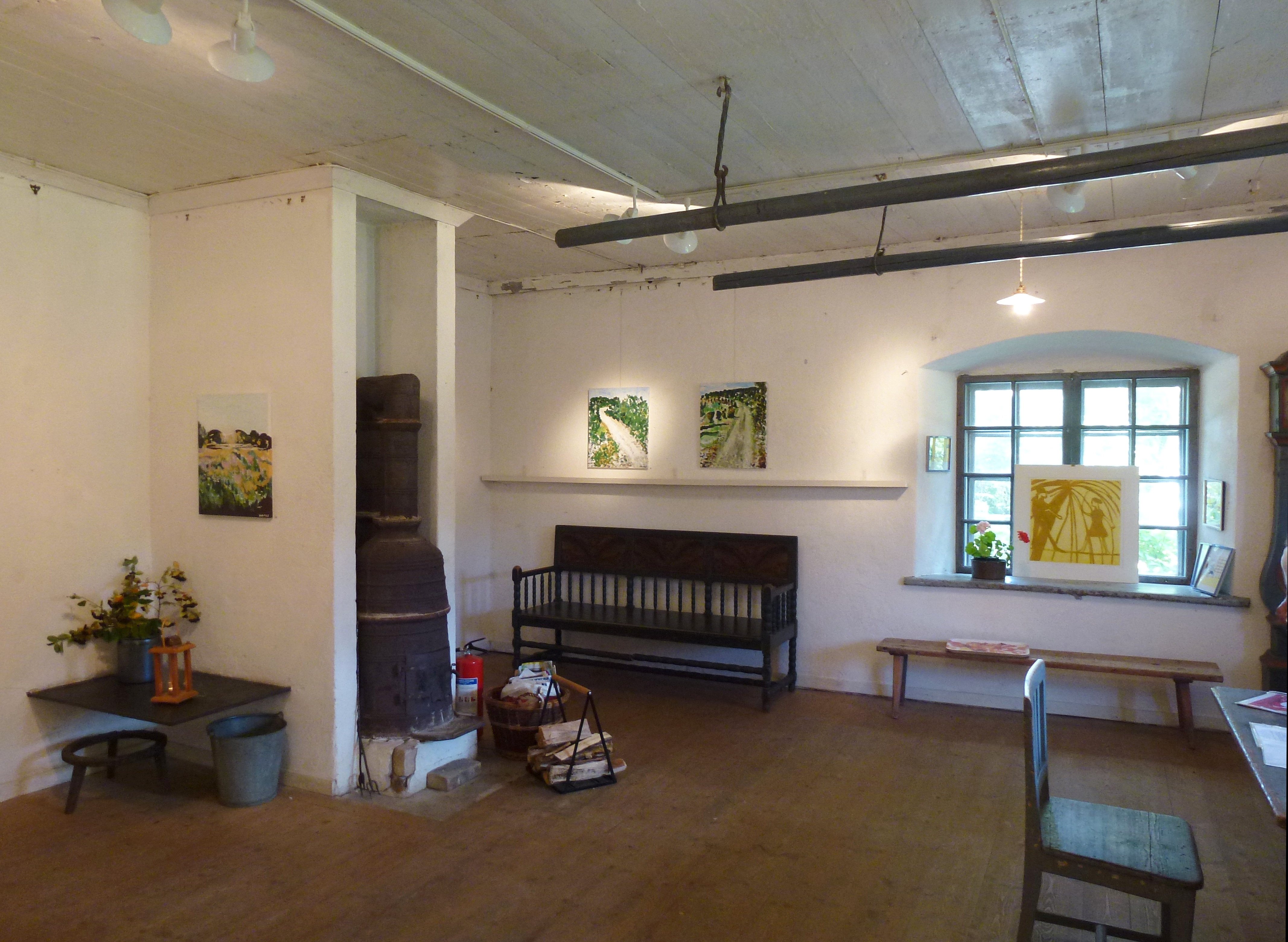
Östra flygel, interiör
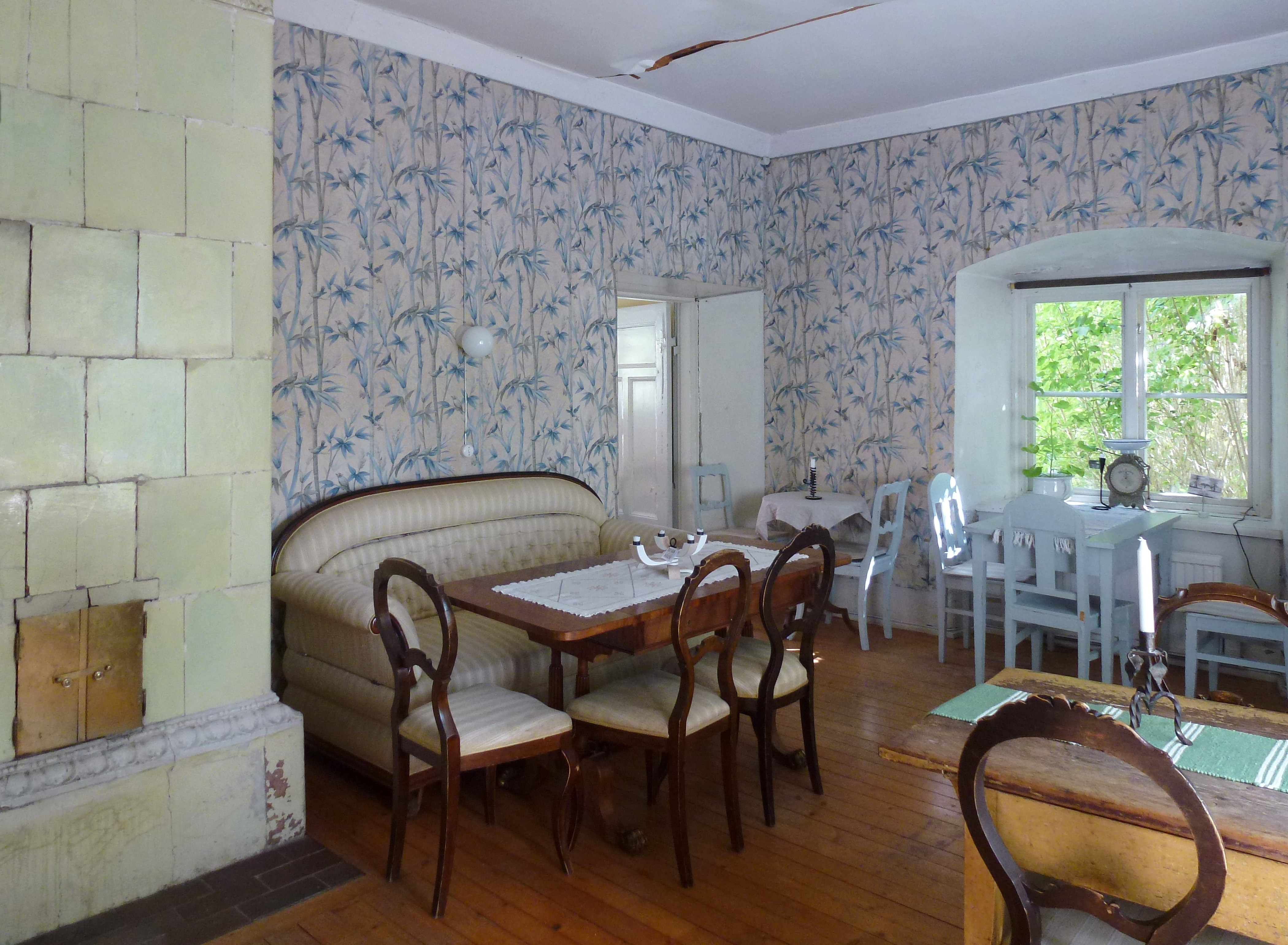
Västra flygel, interiör
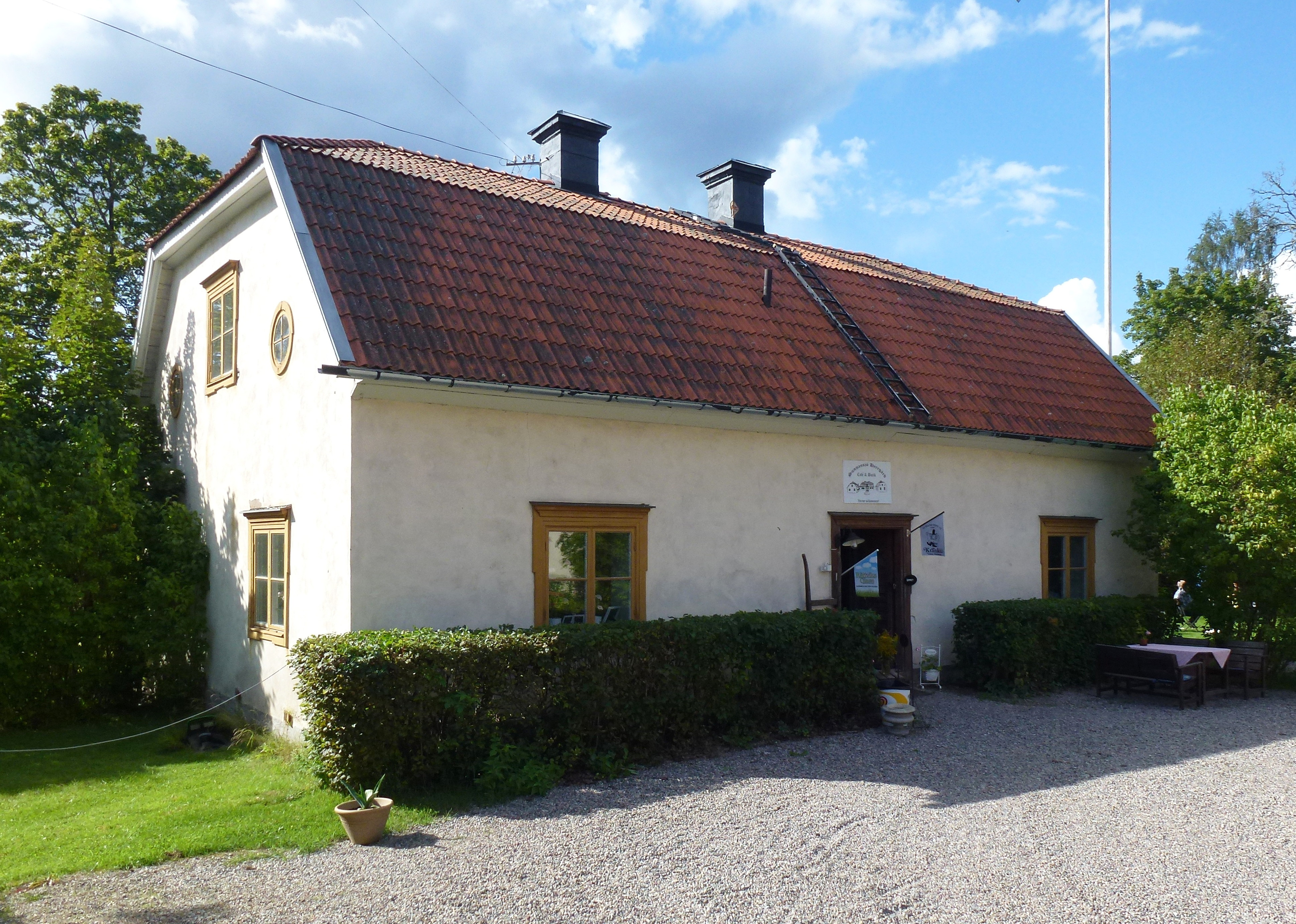
Västra flygel

### Övriga byggnader

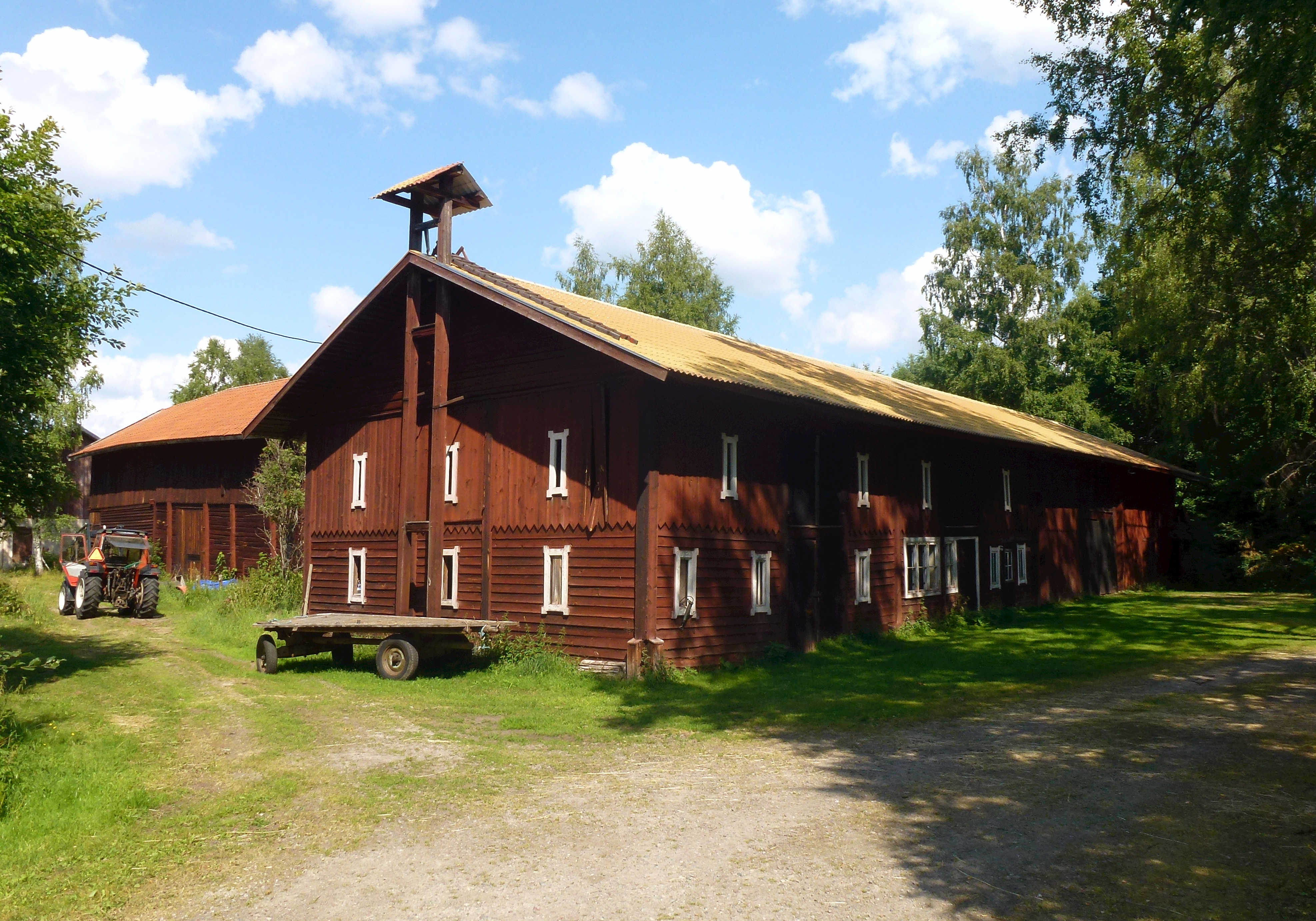
Ekonomibyggnad och spannmålsmagasinet
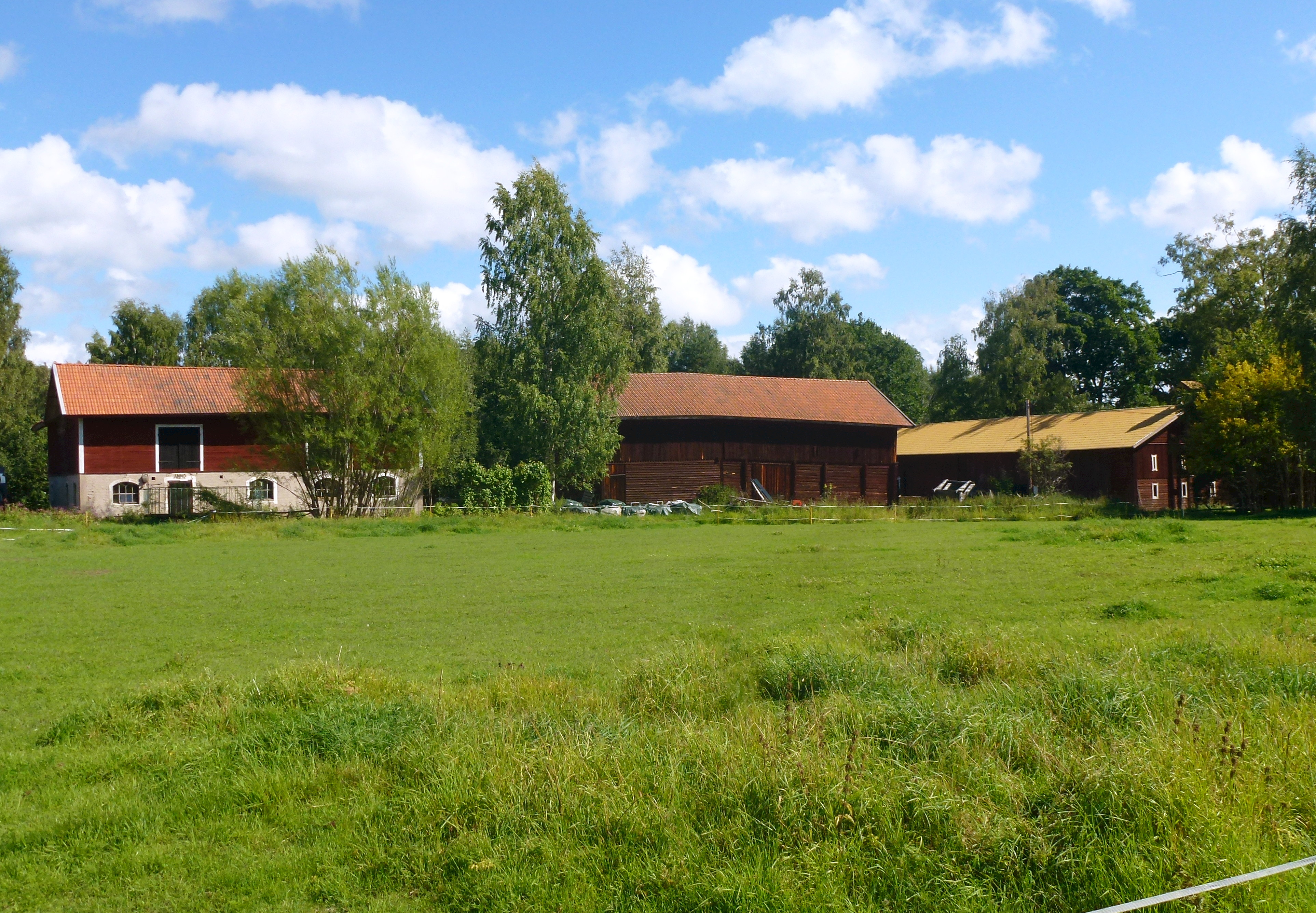
Ekonomibyggnader vid Sunnansjö herrgård
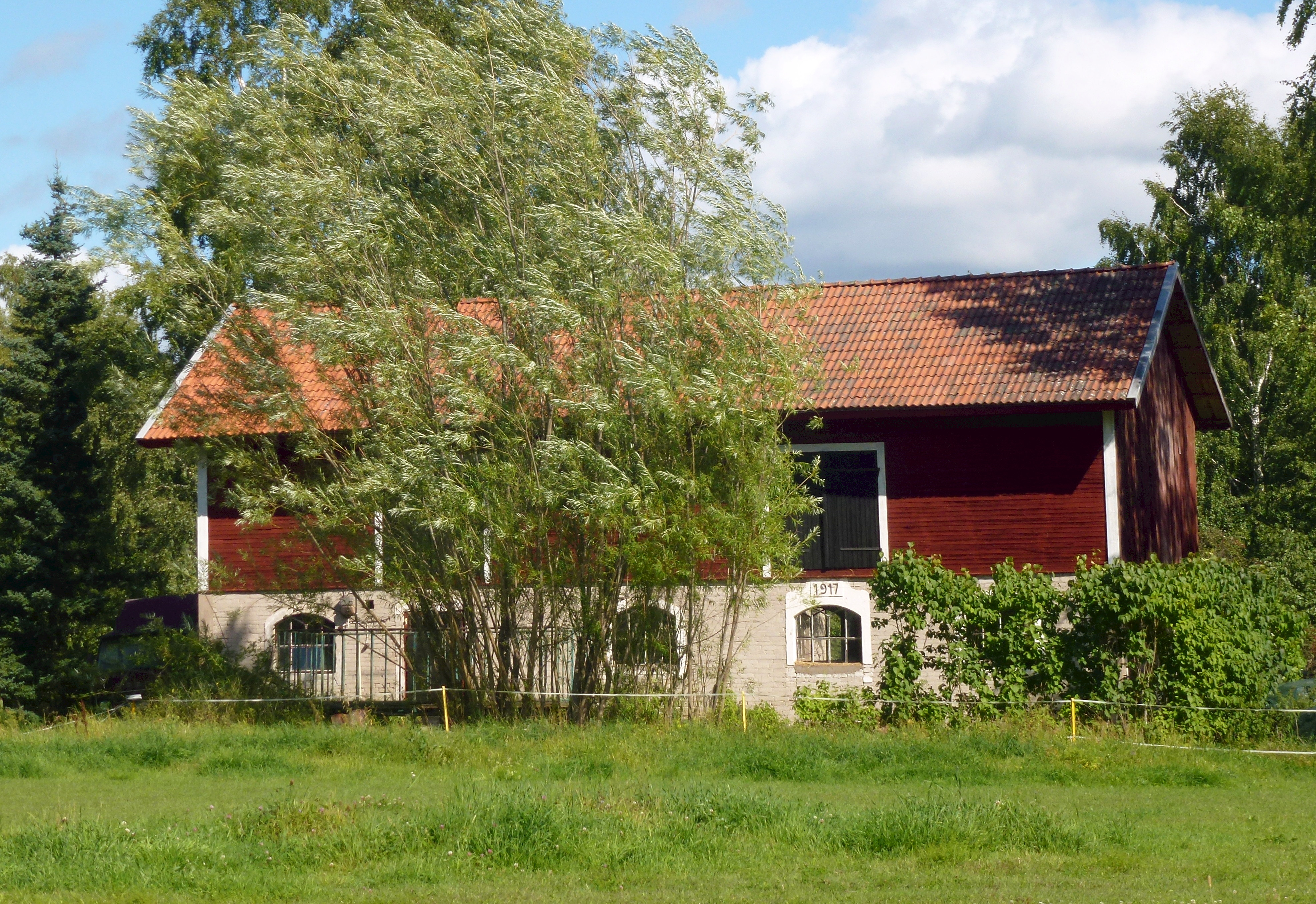
Stall och lada från 1917
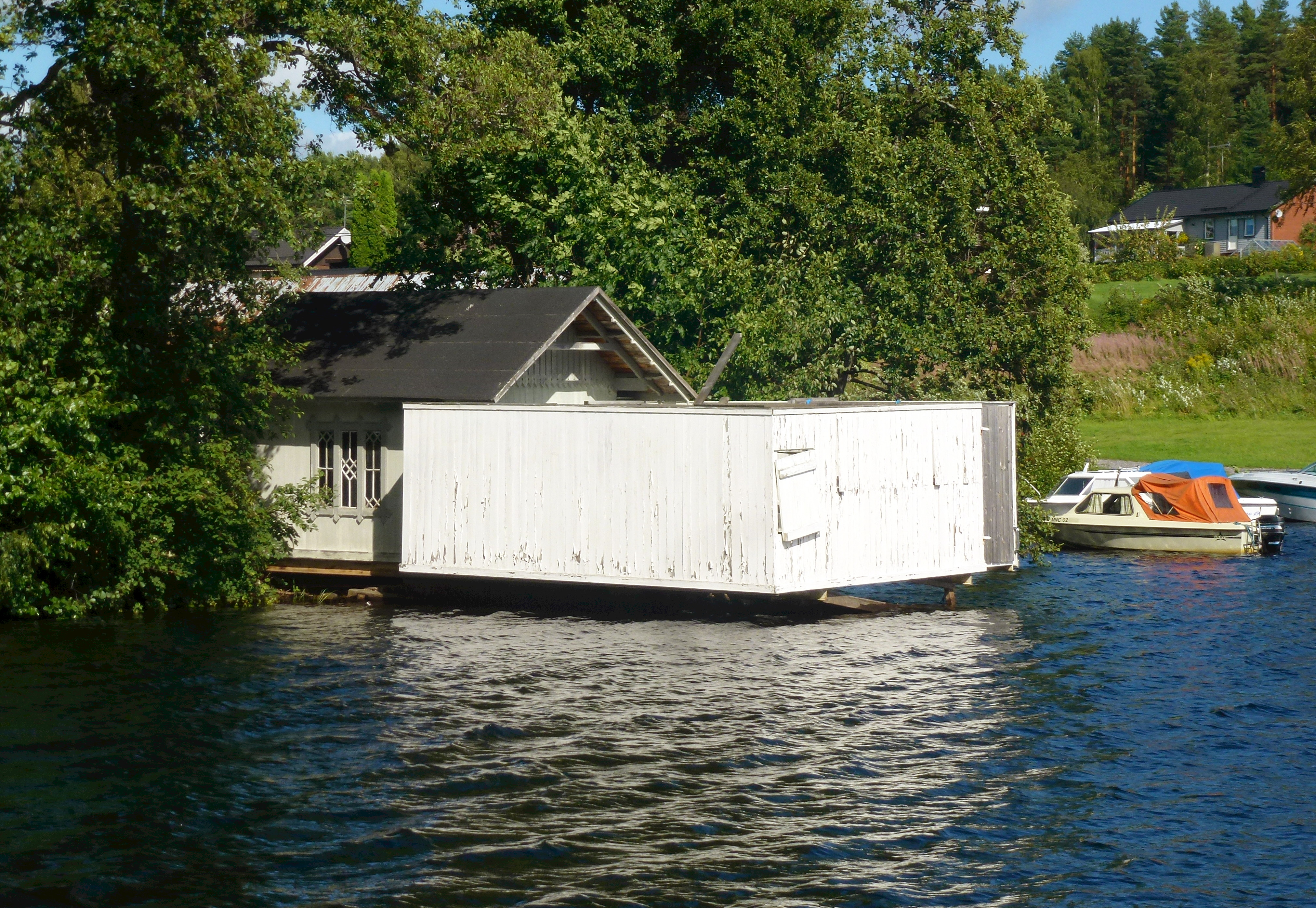
Badhuset

## Ägare och boende
Ägare till den ursprungliga Hyttgården från 1700-talet var Måns Andersson, vars son, Anders Månsson tvingades sälja egendomen till kronobefallningsmannen Zacharias Pomp. Pomp sålde gården 1763 till brukspatron Carl Gustaf Cedercreutz, dåvarande ägare till Ludvika bruk.
År 1836 övertog Carl Reinhold Roth bruken i Ludvika och Sunnansjö och blev då även ägare till Sunnansjö herrgård. Ehrenfried Roth flyttade in 1872. I herrgården bodde han med hustru Caroline von Knorring fram till sin död 1905. Därefter fungerade gården huvudsakligen som sommarbostad. Caroline förvaltade gården tills dottern Astrid Tarras Wahlberg övertog egendomen 1912. Sunnansjö herrgård ägdes av ättlingar till Carl Reinhold Roth ända fram till år 2009, då tillträdde familjen Rosin som ägare och som permanent boende.